# Parafia Miłosierdzia Bożego w Krakowie (Wzgórza Krzesławickie)
Parafia Miłosierdzia Bożego w Krakowie – parafia rzymskokatolicka należąca do dekanatu Kraków-Bieńczyce archidiecezji krakowskiej na Wzgórzach Krzesławickich na os. na Wzgórzach.

## Historia parafii
22 października 1981 ks. kard. Franciszek Macharski ogłasza erekcję parafii na Wzgórzach Krzesławickich jako parafii pod wezwaniem Miłosierdzia Bożego. Dekret wszedł w życie 25 października 1981.
23 czerwca 1983 Ojciec Św. Jan Paweł II, na błoniach krakowskich poświęca kamień węgielny dla kościoła.
7 czerwca 1987 ks. kard. Franciszek Macharski konsekrował kościół pod wezwaniem Miłosierdzia Bożego.

## Wspólnoty parafialne

### Dzieci
- Ministranci młodsi i starsi

### Młodzież
- Lektorzy
- Wolontariat

### Dorośli
- Akcja Katolicka
- Domowy Kościół - Oaza Rodzin
- Duszpasterstwo osób żyjących w związkach niesakramentalnych
- Grupa AA „Wdzięczność"
- Grupa modlitewna MISERICORDIA
- Grupa modlitewna Legion Maryi
- Grupa Modlitwy św. Ojca Pio
- Grupa rodzinna AL-ANON
- Grupa wsparcia „Nadzieja” dla osób w separacji, opuszczonych przez współmałżonka, samotnych po rozwodzie
- Lektorzy
- Neokatechumenat
- Rodzina Radia Maryja
- Róże różańcowe
- Schola liturgiczna
- Straż Honorowa Najświętszego Serca Pana Jezusa
- Szafarze nadzwyczajni
- Zespół charytatywny

## Zasięg parafii
Ulice i osiedla: ul. Petöfiego, os. domków jednorodzinnych, os. Grębałów, os. Krzesławice – część, os. Na Stoku, os. Na Wzgórzach